# Carlo Boccadoro
Carlo Boccadoro (Macerata, 20 luglio 1963) è un pianista, compositore e musicologo italiano.

## Biografia
Diplomato in pianoforte e strumenti a percussione, ha studiato tecnica dell’improvvisazione Jazzistica con il maestro Giorgio Gaslini. Viene annoverato fra i più noti compositori italiani contemporanei. Autore di musica sinfonica e cameristica, scrive musica per il teatro e per la danza collaborando regolarmente con Moni Ovadia. Affianca all'attività di musicista anche quella di divulgatore e musicologo. Suoi scritti sono stati pubblicati da EDT, Garzanti, Marcos y Marcos e Longanesi. 
È tra i fondatori, insieme a Filippo Del Corno e Angelo Miotto, del progetto culturale Sentieri selvaggi, ensemble di musica contemporanea in residenza al teatro Elfo Puccini di Milano, che da 14 anni è sulla scena musicale internazionale con diverse partecipazioni alle più prestigiose stagioni musicali italiane e straniere.
Nel 2018 è succeduto a Jeffrey Swann nel ruolo di Direttore Artistico dei Concerti della Normale di Pisa.

## Opere

### Scritti
- Musica Coelestis. Conversazioni con undici grandi della musica d'oggi, Einaudi, 1999.
- Jazz!: come comporre una discoteca di base,  Einaudi, 2005.
- Lunario della musica. Un disco per ogni giorno dell'anno, Einaudi, 2007.
- La grande battaglia musicale e altre avventure sonore, Marcos y Marcos, 2015.
- Le 7 note per 7 musicisti, Mondadori, 2016.
- Analfabeti Sonori. Musica e presente, Einaudi, 2019.
- Bach e Prince. Vite Parallele, Einaudi, 2021.
- Battiato. Cafè Table Musik, La nave di Teseo, 2022.